# Conistra erythrocephala
Conistra erythrocephala là một loài bướm đêm trong họ Noctuidae.

## Hình ảnh

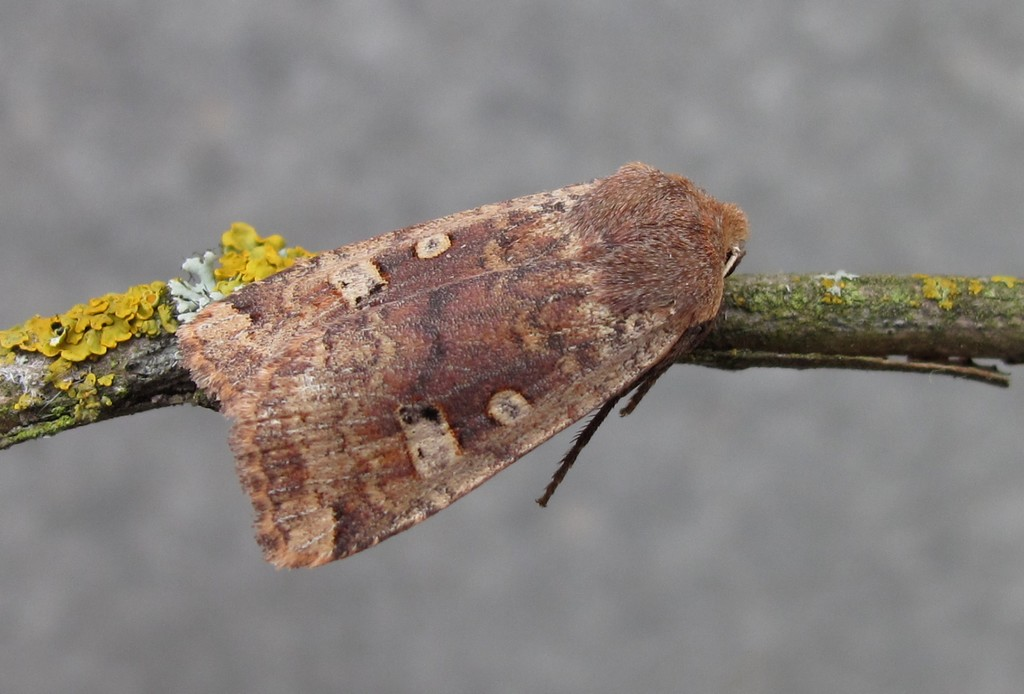
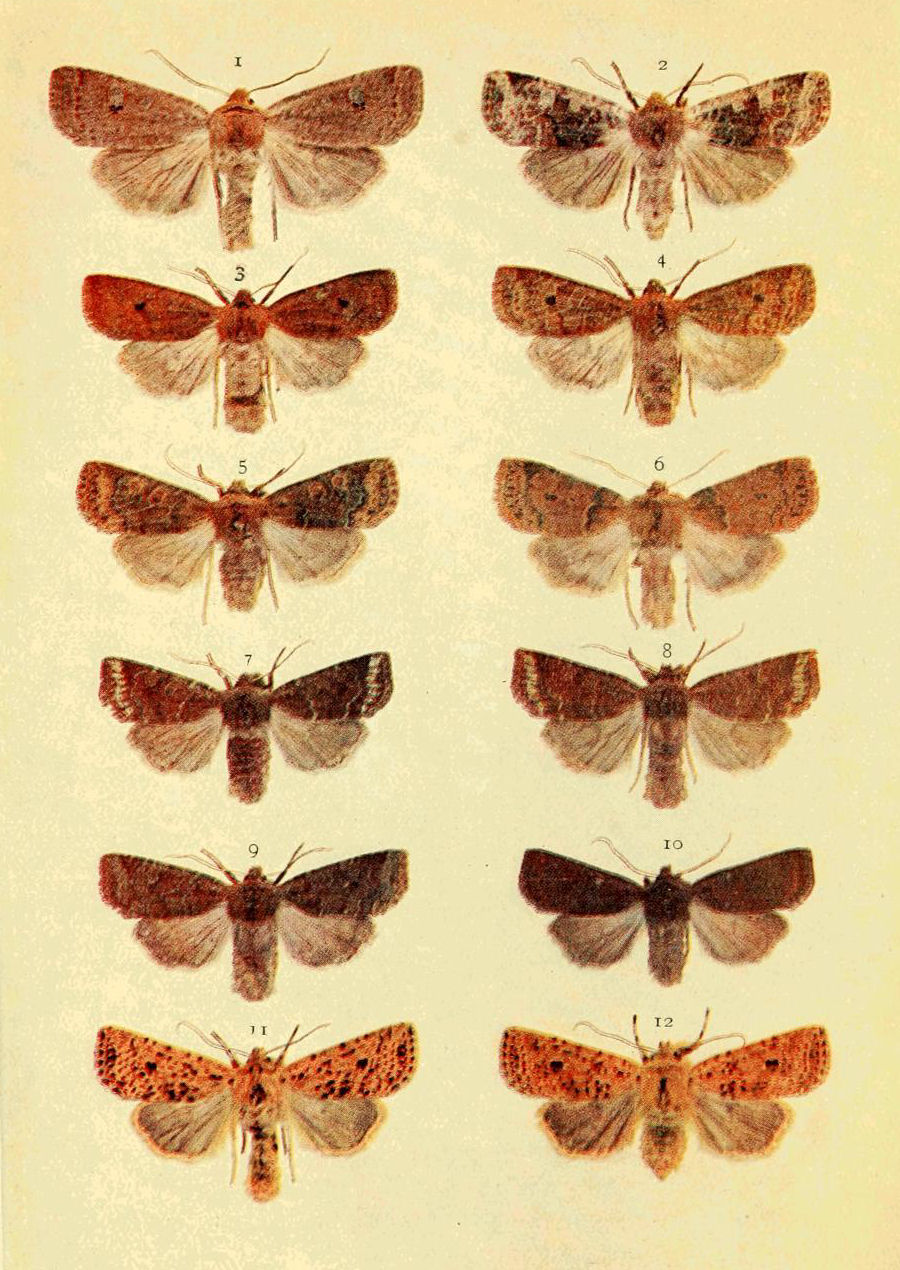